# Fourneaux-le-Val

Fourneaux-le-Val este o comună în departamentul Calvados, Franța. În 1 ianuarie 2022 avea o populație de 154 de locuitori.